# Marumba tonkinialis
Marumba tonkinialis är en fjärilsart som beskrevs av Clark 1933. Marumba tonkinialis ingår i släktet Marumba och familjen svärmare. Inga underarter finns listade i Catalogue of Life.